# Erosa
Erosa is een geslacht van straalvinnige vissen uit de familie van steenvissen (Synanceiidae).

## Soorten
- Erosa daruma (Whitley, 1932)
- Erosa erosa (Cuvier, 1829)